# Christofer Johan Rappe
Christofer Johan Rappe, född den 12 januari 1719 på Vartorps sätesgård nära Växjö, död den 20 september 1776 i Åbo, var en svensk friherre och ämbetsman, son till löjtnanten Erik Rappe och Hedvig Leijoncrona.
Gift 1750 med Eva Katarina Linnerhjelm. Han fick inga barn i sitt äktenskap.

## Biografi
Rappe blev 1747 e.o. och 1748 ordinarie assessor i Åbo hovrätt, 1756 hovrättsråd och 1769 landshövding i Åbo och Björneborgs län. I Sekreta deputationen gjordes 1772 anmärkning om hans utnämning till landshövding, och ärendet skulle föras till avgörande, men Gustav III:s revolution kom hindrande i vägen. 
Rappe var en av Hattpartiets skickligaste och mest oförfärade ledare vid frihetstidens senare riksdagar. Vid riksdagen 1755-56 bekämpade han hovets försök att återupprätta konungamakten. Det var han, som avfattade 1756 års ryktbara "tjänstebetänkande", vilket gjorde ancienniteten till huvudsaklig befordringsgrund på tjänstemannabanan. 
Vid 1760-62 års riksdag var han en verksam medlem av den hattklubb, som behärskade utskottsvalen. Hans anseende hade redan stigit så, att han av ständerna uppfördes i tredje rummet på ett riksrådsförslag. Ständerna föreskrev även, att Rappe utan förslag skulle förordnas till landshövding över Åbo och Björneborgs län, så snart denna plats bleve ledig. 
Vid 1769-70 års riksdag var Rappe som medlem av Sekreta utskottets Mindre sekreta deputation en av Hattpartiets erkända chefer. Då fråga om anmärkningar mot riksrådet förekom, uppläste han ett skriftligt, i skarpa ordalag avfattat förslag, som antogs och i utskottets namn förelades riksrådet till förklaring. 
Det var även han, som föreslog tacksägelse åt riksrådet Hjärne, som stått på hovets sida. Från denna tid närmade sig Rappe, liksom de flesta framstående medlemmar av Hattpartiet, alltmer till hovet, då han ansåg konungamaktens höjande vara enda medlet att rädda riket ur de allt större svårigheterna. 
De vid riksdagen 1771-72 härskande mössorna dröjde inte att öppna förföljelse mot den djärve motståndaren. Justitiedeputationen dömde honom till suspension på ett års tid för laglösheter begångna vid riksdagsmannavalet i Åbo. 
Som landshövding var Rappe nitisk och företagsam, vilket Gustav III vid sin eriksgata i Finland 1775 med lovord erkände. Hos Kammarkollegium föreslog han 1773 åtgärder till lantbrukets förbättring. 1771 tilldelades friherrlig värdighet åt Rappe och hans yngre bror, landshövdingen Carl Rappe.